# Acheloos (rzeka)
Acheloos (gr. Αχελώος, Achelṓos, łac. Achelous), Aspropotamos (gr. Ασπροπόταμος, Aspropótamos) – rzeka na Półwyspie Bałkańskim, w środkowej Grecji. 
Ma 217 km długości. Oddziela Akarnanię od Etolii. Źródła znajdują się w Epirze, w górach Pindos. Przepływa przez jednostki Trikala, Karditsa, Arta, Ewrytania, Jednostka regionalna Etolia-Akarnania, uchodzi do Morza Jońskiego.